# 1400-е годы до н. э.
1400-е (ты́сяча четырёхсо́тые) го́ды до на́шей э́ры по пролептическому юлианскому календарю — промежуток времени с 1 января 1409 года до н. э. по 31 декабря 1400 года до н. э., включающий с 1409 по 1401 годы 10-го десятилетия XV века и 1400 год 1-го десятилетия XIV века 2-го тысячелетия до н. э. Им предшествовали 1410-е годы до н. э., за ними следовали 1390-е годы до н. э. Они закончились 3425 лет назад.

## События

### Греция
- 6 апреля 1409 года до н. э. — начался 38 лунный Сарос[1].
- 1400 год до н. э. — Дворец Миноса разрушен огнём.
- Начало Микенской эпохи.
- Центр политической и культурной власти в Эгейском море переместился с Крита на материковую Грецию, где в то время жили богатые воины-короли.
- 1400—1200 годы до н. э. — создана скульптура «две женщины и ребёнок», найденная во дворце в Микенах, Греция.

### Египет

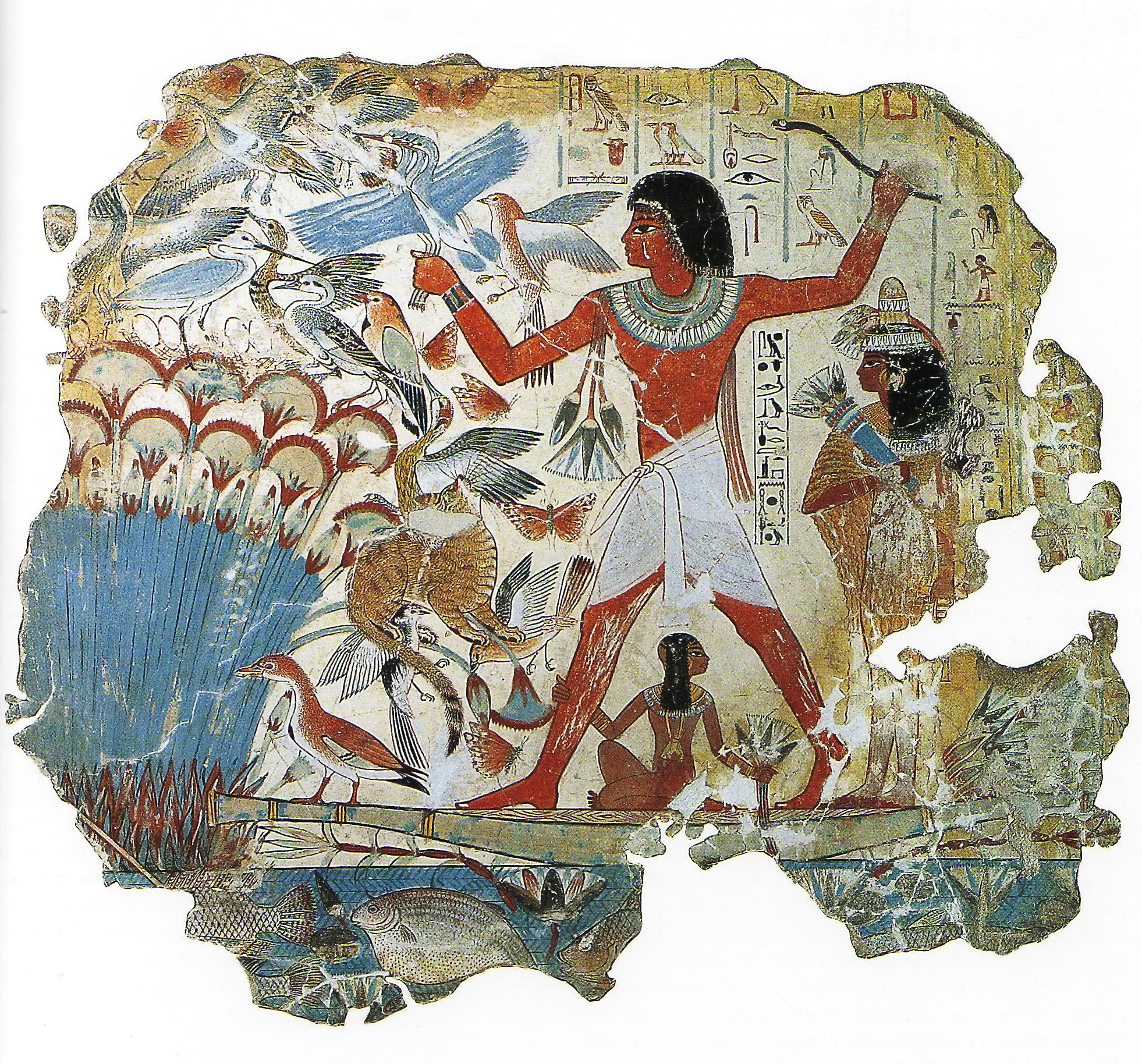
Сцена охоты из гробницы Небамона

- Оценка: 1400 год до н. э. — Фивы, столица Египта, стали крупнейшим городом мира, побив рекорд Мемфиса[2].
- Настенная роспись в гробнице Небамона.

### Месопотамия
- Царь Ашур-рим-нишешу (1411—1403 до н. э.) правит Ассирией.
- Созданы ворота со львами в Хаттушаше (рядом с Богазкёй, Турция)
- 1403 до н. э. — Ашур-надин-аххе I (1403—1393 до н. э.), последний царь из первой Ассирийской империи.
- 1400 до н. э. — царь Шуттарна II (1400—1385 до н. э.) правил в Митанни.
- 1400 до н. э. созданы 36 клинописных табличек с записями хурритских песен (хурритских гимнов). Таблички найдены при раскопках на территории нынешней Сирии в середине 1950-х годов. Расшифровки записей с пояснениями к ним впервые опубликованы археологом Эмануэлем Ларошем[3].

### Малая Азия
- 1400 до н. э. — царь Арнуванда I (1400—1360 до н. э.) на хеттском троне.